# الیکایی درختی سینه‌خاکستری
الیکایی درختی سینه‌خاکستری (نام علمی: Henicorhina leucophrys) نام یک گونه از سرده الیکایی‌های درختی است.